# 小松島市立和田島小学校
小松島市立和田島小学校（こまつしましりつ わだしましょうがっこう）は、徳島県小松島市にある公立小学校。

## 沿革
- 1875年5月1日 和田島公立小学校として開校。
- 1880年 和田島簡易小学校になる。
- 1883年 和田島分校になる。
- 1897年 和田島尋常小学校になる。
- 1947年4月1日 那賀郡和田島小学校になる。
- 1951年9月30日小松島市和田島小学校になる。
- 1963年 増築。
- 1968年 増築。
- 1974年 創立100周年記念式典。
- 1988年 改築。
- 2005年 創立130周年。

## 教育目標
- 心身共に健康で、豊かな心と生涯学び続ける意欲を持ち、自ら「生きる力」を伸ばす子どもを育成する。
- 育てたい学校像は、「明るく清潔な学校」、「愛情にみちて協力し合う学校」、「創意に満ちた学校」、「情操豊かな学校」、「人間尊重に満ちあふれた学校」、「実践を培う学校」。

## 卒業後の進路
- 小松島市立小松島南中学校

## 卒業生
- 畠山準 - プロ野球選手

## 通学区域が隣接している学校
- 小松島市立新開小学校
- 小松島市立坂野小学校
- 阿南市立今津小学校